# Gołdap
Gołdap är en stad i Polen med omkring 13 703 invånare (2004), belägen i Masurien vid gränsen till exklaven Kaliningrad. Förut låg Gołdap i den tyska provinsen Ostpreussen.